# Centreville-Wareham-Trinity
Centreville-Wareham-Trinity is een gemeente (town) in de Canadese provincie Newfoundland en Labrador. De gemeente ligt aan Bonavista Bay, aan de Kittiwake Coast van oostelijk Newfoundland.

## Geschiedenis
In de periode 1950–1960 verhuisde de volledige bevolking van het nabijgelegen Silver Fox Island naar nabijgelegen plaatsen op het "vasteland". Het waren voornamelijk Wareham en het nabijgelegen dorp Indian Bay die hierdoor verschillende tientallen nieuwe inwoners kregen.
Centreville-Wareham-Trinity ontstond als gemeente in 1992 door de fusie van de gemeenten Centreville, Wareham en Trinity.

## Geografie
Centreville, de hoofdplaats van de gemeente, ligt in het noorden en is gedeeltelijk vergroeid met het kleinere Wareham. Ze liggen aan Indian Bay, een zijarm van Bonavista Bay. Het plaatsje Trinity ligt iets meer dan 2 km verder naar het zuiden toe, aan een andere zijarm van Bonavista Bay genaamd Trinity Bay. De gemeente is bereikbaar via provinciale route 320.

## Demografie
Demografisch gezien is Centreville-Wareham-Trinity, net zoals de meeste afgelegen gemeenten op Newfoundland, de voorbije decennia gekrompen. Tussen 1991 en 2021 daalde de bevolkingsomvang van 1.472 naar 1.116. Dat komt neer op een daling van 356 inwoners (-24,2%) in dertig jaar tijd.
| Jaar | Aantal inwoners | Verschil |
| ---- | --------------- | -------- |
| 1991 | 1.472           | –        |
| 1996 | 1.328           | -9,8%    |
| 2001 | 1.146           | -13,7%   |
| 2006 | 1.122           | -2,1%    |
| 2011 | 1.161           | +3,5%    |
| 2016 | 1.147           | -1,2%    |
| 2021 | 1.116           | -2,7%    |

### Taal
In 2021 hadden vrijwel alle inwoners van Centreville-Wareham-Trinity het Engels als moedertaal en was iedereen er die taal machtig. Hoewel niemand het Frans als moedertaal had, waren er vijf mensen die die andere Canadese landstaal konden spreken (0,4%). Vrijwel niemand was anno 2021 een andere taal dan het Engels of Frans machtig.

## Gezondheidszorg
Gezondheidszorg wordt in de gemeente aangeboden door het Centreville Community Health Centre. Deze lokale zorginstelling valt sinds april 2023 onder de bevoegdheid van de eengemaakte Newfoundland and Labrador Health Services (voorheen onder die van de gezondheidsautoriteit Central Health). Ze biedt de inwoners uit de omgeving basale eerstelijnszorg aan.